# اوته کیرکایس-وسل
اوته کیرکایس-وسل (انگلیسی: Ute Kircheis-Wessel؛ زادهٔ ۱۸ مهٔ ۱۹۵۳) شمشیرباز اهل آلمان بود.
وی در مسابقات کشوری و بین‌المللی در مجموع برندهٔ ۱ مدال طلا، ۳ مدال نقره، ۱ مدال برنز شده‌است.